# Gabriela Barros
Gabriela Barros Tapia (28 de noviembre de 1980) es una modelo chilena y Miss Chile para Miss Universo 2004. 

## Biografía
Fue coronada en el mes de mayo de 2004 bajo la franquicia de Ana María Cummins junto a la Agencia de Publicidad Zegers DDB, con el patrocinio de Luciano Marocchino (Representante de la Org. Miss Universo). Como primera finalista fue elegida Francisca Silva (Miss América Latina Chile 2004) y como segunda finalista la modelo Francisca Valenzuela (Miss Internacional Chile 2004).
En el concurso Miss Universo 2004 realizado en Ecuador, la chilena alcanzó el puesto de semifinalista, logrando clasificar a Chile luego de 14 años de ausencia en el top 15.
Gabriela vive en Italia desde el año 2004, después de participar en el Miss Universo de Ecuador. En ese país ha participado en varios programas, entre ellos, Sabato Italiano con el presentador Pippo Baudo, Distraction, con Teo Mammucari; y en la serie de ficción, Capri I y II. Actualmente participa en un nuevo programa de entretención de la RAI.
Gabriela comenzó en el modelaje cuando tenía 16 años. Modeló en Chile para diversos diseñadores top del país integrando el grupo de modelos de pasarela profesionales y de bajo perfil.

## Resultados
Resultados en Miss Universo 2004
| País              | Nombre                   | Lugar         |
| ----------------- | ------------------------ | ------------- |
| Australia         | Jennifer Hawkins         | Miss Universo |
| Estados Unidos    | Shandy Finnessey         | 1.ª Finalista |
| Puerto Rico       | Alba Reyes               | 2.ª Finalista |
| Paraguay          | Yanina González          | 3.ª Finalista |
| Trinidad y Tobago | Danielle Jones           | 4.ª Finalista |
| Colombia          | Catherine Daza           | Finalista     |
| Costa Rica        | Nancy Soto               | Finalista     |
| Ecuador           | María Susana Rivadeneira | Finalista     |
| India             | Tanushree Dutta          | Finalista     |
| Jamaica           | Christine Renée Straw    | Finalista     |
| Angola            | Thelma Esperanca Sonhi   | Semifinalista |
| Chile             | Gabriela Barros          | Semifinalista |
| México            | Rosalva Luna             | Semifinalista |
| Noruega           | Katherine Sorland        | Semifinalista |
| Suiza             | Bianca Sissing           | Semifinalista |

| Predecesor: Nicole Rencoret | Miss Universo Chile 2004 | Sucesor: Renata Ruiz |